# Saint-Laurent-d'Onay
Saint-Laurent-d'Onay är en kommun i departementet Drôme i regionen Auvergne-Rhône-Alpes i sydöstra Frankrike. Kommunen ligger i kantonen Romans-sur-Isère 2e Canton som tillhör arrondissementet Valence. År 2022 hade Saint-Laurent-d'Onay 157 invånare.

## Befolkningsutveckling
Antalet invånare i kommunen Saint-Laurent-d'Onay
Referens:INSEE